# 谷真

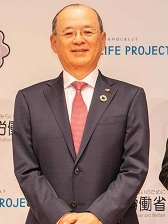
谷真

谷 真（たに まこと、1951年12月25日 - ）は、日本の実業家。
すかいらーくホールディングス代表取締役会長兼社長を経て、同社代表取締役会長。富山県出身。
関東学院大学工学部建築学科入学。その後経済学部に転部。最終学歴は関東学院大学経済学部卒業。1977年すかいらーく入社。2008年代表取締役社長就任。2014年社長就任中に再上場を達成。再上場当時は外食企業として日本マクドナルドに次ぐ時価総額となった。2018年すかいらーくホールディングス代表取締役会長兼社長。2023年すかいらーくホールディングス代表取締役会長。